# Jaap Gutker
Jacob (Jaap) Gutker (Uitgeest, 17 juni 1935 – Alkmaar, 15 april 2022) was een Nederlands burgemeester van de PvdA.

## Biografie
Hij was enkele jaren gemeentesecretaris van Enkhuizen voor hij in december 1979 benoemd werd tot burgemeester van Zijpe. In maart 1989 werd hij daarnaast waarnemend burgemeester van Warmenhuizen tot die gemeente op 1 januari 1990 ophield te bestaan. Begin 1998 ging Gutker vervroegd met pensioen maar vanaf september van dat jaar was hij een half jaar de waarnemend burgemeester van Texel. Eind 2000 werd Gutker waarnemend burgemeester van Wieringermeer wat hij zou blijven tot juni 2001 toen Frans Spekreijse benoemd werd tot de nieuwe burgemeester van Wieringermeer.
Gutker overleed in Alkmaar op 15 april 2022 op 86-jarige leeftijd.